# Michel Montignac
Michel Montignac (Angulema, 1944 - Annemasse, 22 de agosto de 2010) fue un nutricionista francés, creador a principios de la década de 1980, de la dieta para adelgazar llamada Dieta Montignac.

## Biografía
Michel Montignac fue un niño obeso y, de hecho, su padre también era obeso. Después de hacer estudios de ciencias políticas y especializarse en ciencias humanas en la Universidad de Burdeos, trabajó en la industria farmacéutica. En 1986 fundó la editorial Artulen, donde publicó sus más de 20 libros.
Ideó una dieta para adelgazarse consistente no en reducir las cantidades ingeridas sino en evitar determinados tipos de alimentos. Los fundamentos científicos de su dieta de adelgazamiento, y en concreto su tesis de que los glúcidos, no son intercambiables y el efecto sobre la glucemia fueron puestos en duda por la mayoría de la comunidad científica.

## Obra
- «Comment maigrir en faisant des repas d'affaires» (1986)[5] que se dirige particularmente a las personas que comen a menudo en un restaurante.
- «Je mange donc je maigris», versión para ewl gran público de su método de la que se vencieron 18 millones de ejemplares.
- Publicó otras quince obras sobre su método y la salud en general, informando sobre los efectos de alimentos como el vino, el chocolate, el aceite de oliva, etc.